# The Werewolf (film din 1913)
The Werewolf este un film de groază american din 1913, regizat de Henry MacRae. În rolurile principale Clarence Burton, Marie Walcamp și Phyllis Gordon.

## Distribuție
- Clarence Burton ca Ezra Vance
- Marie Walcamp ca Ke-On-Ee
- Phyllis Gordon ca Watuma
- Lule Warrenton ca Ke-On-Ee
- Sherman Bainbridge ca Stone Eye
- William Clifford ca Jack Ford

## Vezi și
- The Werewolf (1956)